# نوینراده
شهر نوینراده (به آلمانی: Neuenrade) در ایالت نوردراین-وستفالن در کشور آلمان واقع شده‌است.